# Крачанівка
Крача́нівка — село в Україні, у Грицівській селищній громаді Шепетівського району Хмельницької області. Населення становить 234 особи.

## Історія
В інвентарному описі маєтностей князя Острозького від 1620 р. згадується шляхетський Кречанівський двір[джерело?]. Село тоді відносилося до Лабунської волості.
У 1906 році село Лабунської волості Ізяславського повіту Волинської губернії. Відстань від повітового міста 48 верст, від волості 5. Дворів 51, мешканців 329.
Село постраждало в часи Голодомору 1932—1933 років, за різними даними, померло до 15 осіб.

## Символіка
Затверджений 26 березня 2021 року рішенням № 14 IV сесії селищної ради VIII скликання. Автори — К. М. Богатов, В. М. Напиткін. Герб є промовистим. Качки — знак назви села («крачан» — перелітний птах). Плетений хрест — знак лозоплетіння, традиційного промислу жителів села. Срібний хрест водночас є символом Волині.

### Герб
У червоному щиті прямий, плетений з лози, грецький хрест, супроводжуваний в кутках срібними качками в правий перев'яз. Щит вписаний в золотий декоративний картуш і увінчаний золотою сільською короною. Унизу картуша напис «КРАЧАНІВКА».

### Прапор
Квадратне полотнище поділене білим прямим хрестом, плетеним з лози. В кожній частині по білій качці, що злітає вгору і в бік древка. Ширина рамена — 1/6 від ширини прапора.